# 아담 바바

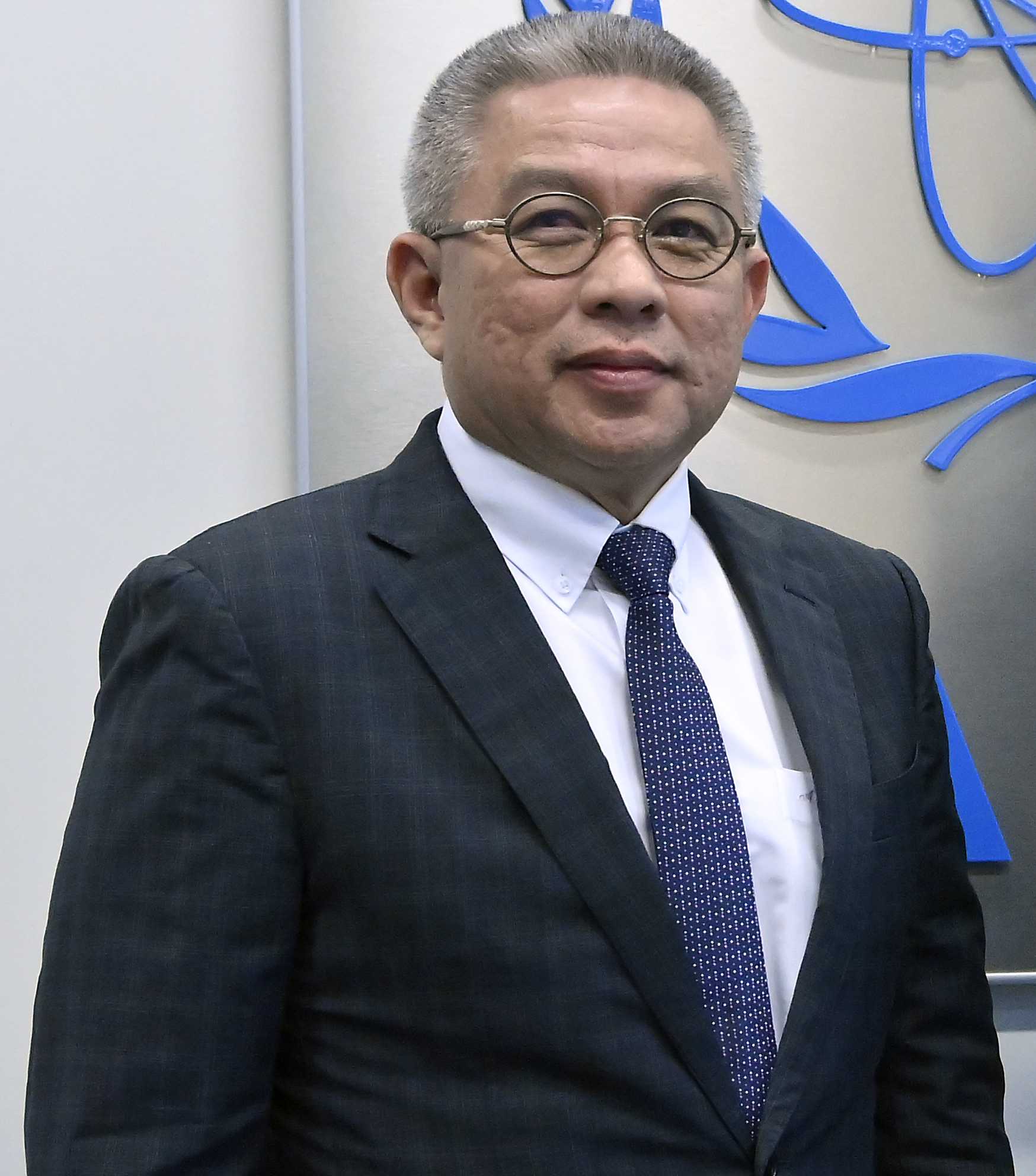

아담 빈 바바(말레이어: Adham bin Baba, 1962년 10월 6일 ~ )는 말레이시아의 정치인으로 2020년 3월에 출범한 무히딘 야신 총리의 국민연합(PN) 내각의 보건부 장관을 지내고 있는 중이다.
2020년 4월 20일 말레이시아의 코로나바이러스감염증-19 범유행 관련 기자 회견을 하던 중 "말레이시아의 15개 주"라고 언급하였고, 이는 네티즌들의 질타를 받는 원인이 되었다. 해당 비디오 클립이 트위터에 올라온 직후 하룻밤 사이에 조회수가 99,000회를 기록하기도 했다. 현재 말레이시아에는 13개의 주와 3개의 연방직할시가 존재한다.